# .gy
.gy為圭亚那國家及地區頂級域（ccTLD）的域名。該域名於1994年9月13日啟用。該域名由圭亚那大学信息技术中心管理，並且與圭亞那有關的實體確實在使用該域名。

## 外部連結
- IANA .gy whois information（页面存档备份，存于）